# Dykning

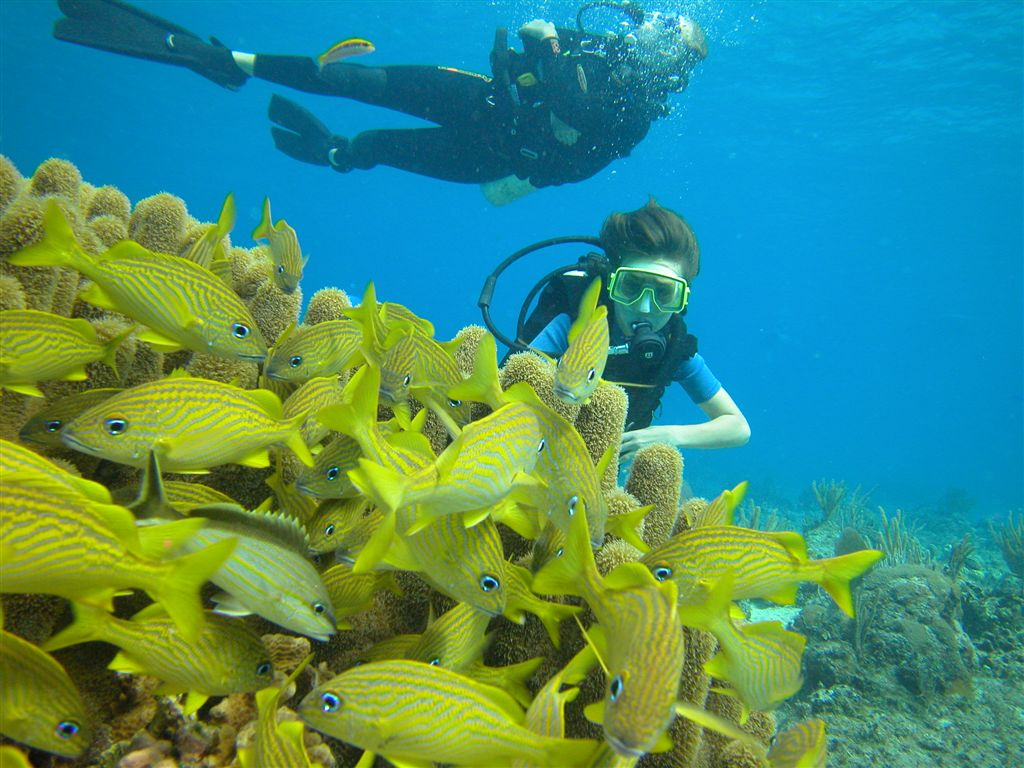
Dykare på ett korallrev.

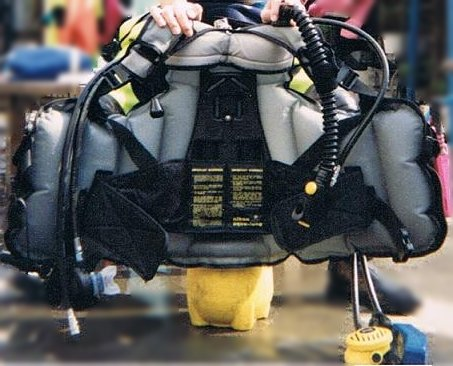
BCD.

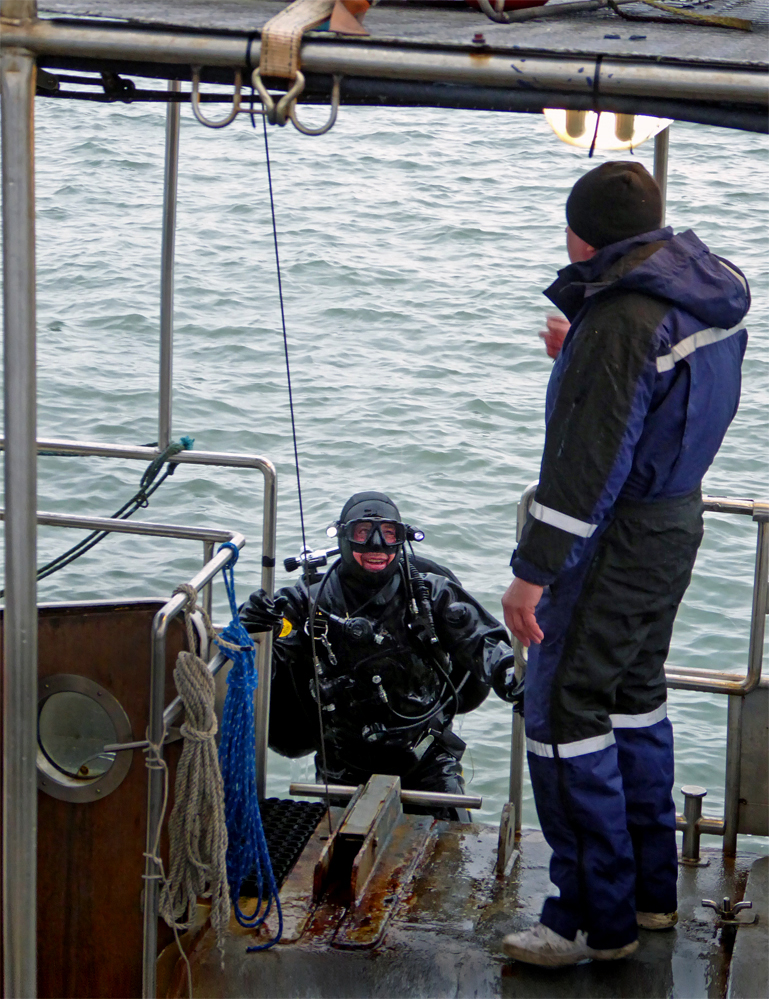
En dykare kommer upp efter ett jobb i Ystads hamn 2018.

Dykning är en aktivitet där en människa håller sig under vatten. Fridykning sker utan andningsgas, genom att dykaren andas in luft ovanför vattenytan innan dykningen sker. Dykning kan också ske med hjälp av andningsgas, vanligen medförd i tryckbehållare på ryggen. I äldre tid genomfördes dykning med hjälp av en dykarklocka.
En lättdykare simmar fritt i vattnet, medan en tungdykare går på botten.
Dykning kan bland annat ske som rekreation (sportdykning), för underhållsarbete (yrkesdykning) inom sjöfarten, Kustbevakningen och olika marina byggnadprojekt. Marinarkeologiska dykare finns för vrakundersökningar och forskning. Dessutom finns attackdykare och röjdykare inom Försvarsmakten.

## Fridykning
Vid fridykning medför dykaren ingen andningsgas utan måste använda det syre som finns i lungorna och löst i blodet.

## Apparatdykning
För att kunna vara nere längre tid kan dykaren använda utrustning för att andas under ytan. I många sammanhang går det bra att andas komprimerad luft men i vissa sammahang använder man andra gaser som nitrox, trimix eller heliox. Vanligast är att gasen medförs i en eller två flaskor som bärs på ryggen men det går även att tillhandahålla gas genom slangar.
I äldre tid genomfördes dykning med hjälp av en dykarklocka.

### Lättdykning
Lättdykning kallas dykning där dykarens totala vikt med utrustning är anpassad så dykaren varken sjunker eller flyter upp utan kan simma fritt.

### Tungdykning
Tungdykning kallas dykning där dykarens totala vikt med utrustning är anpassade så dykaren sjunker och kan gå på botten eller andra strukturer.

## Historia
De första dykarna med luftförråd kan diskuteras vara de avbildade soldaterna på en assyrisk fris ifrån 900 f.Kr. Aristoteles beskriver cirka 350 f.Kr. hur uppochnervända grytor kan användas som luftficka under vatten.
Under 1600- och 1700-talet användes dykarklocka för exkursioner under vattnen. Under 1800-talet tillkom dykardräkten. Denna har landbaserad lufttillförsel via pump och slang. Den i Sverige vanligaste förekommande typen är Siebe och Gormans dykapparat. Hjälmen är av koppar och tyngder hängs på bröst och rygg samt i skor. Hemska historier berättar om slangbrott där backloppsventilen inte fungerat och större delar av dykaren återfunnits i hjälmen och som "korvstoppning" upp genom slangen. Än idag förekommer dykardräkten i Kalle Anka-serier.
Draegerapparaten är bland de första dyksystemen som är oberoende av ytsupport. Den har komprimerad luft i en behållare och system för luftrening.
I slutet av 1942 färdigställde Emile Gagnan den första prototypen av dagens moderna, öppna, luftregulator. Jacques-Yves Cousteau och hans två kamrater Philippe Tailliez och Frederic Dumas testade prototypen i floden Marne. De första dyken dokumenterades och blev till filmen Par Dix-Huit Metres de Fond. Den nya uppfinningen blev väl emottagen i flottan och användes för att röja minor och ammunition efter krigets slut.
1950 fick Cousteau fartyget Calypso från Loel Guinness. Efter två år och över 1000 dyk hade filmen Den tysta världen premiär. Efter detta fick sportdykningen genomslag. 1958 bildades Svenska Sportdykarförbundet. Året därpå, i januari 1959 bildades det internationella Conféderation Mondiale des Activités Subaquatiques. Som första ordförande valdes Jacques-Yves Cousteau. Organisationens första femton medlemsländer hade 2005 utökats till 98.
1961 bärgades regalskeppet Vasa, en stor bedrift och bevis på framsteg inom konsten att vistas under vatten.
Idag ser man hur avancerade andningsgaser, slutna system och dykdatorer blir mer lättillgängliga och med det hur teknisk dykning ökar i popularitet.

## Dykningsrelaterade ämnen
- Dykarklocka
- Dykarsjuka
- Dykhistoria
- Dykmedicin
- Dykutbildningsorganisation
- Dykutrustning
- Marinarkeologi
- Militär dykning
- Mättnadsdykning
- Sportdykning
- Teknisk dykning
- Yrkesdykning